# PewDiePie
Felix Arvid Ulf Kjellberg (suec [ˈfeːlɪks ˈɕɛlˈbærj] ( escolteu-ho), semblant a «félix xèlbarg»; nascut a Göteborg, Suècia, el 24 d'octubre del 1989), més conegut pel seu àlies d'Internet PewDiePie (/ˈpjuːdipaɪ/, semblant a «piúdipai»), és un humorista i productor de vídeo suec actiu sobretot al web, que puja videos a la plataforma de YouTube. Actualment té més de cent milions de subscriptors.
Nascut a Göteborg (Suècia), PewDiePie al principi pretenia graduar-se en economia industrial i gestió de tecnologia a la Universitat Tecnològica de Chalmers, però el 2010, mentre hi estava estudiant, va registrar a YouTube un compte amb el nom PewDiePie, i l'any següent va deixar els estudis perquè s'hi avorria, davant de la consternació dels seus pares. Després de no aconseguir entrar d'aprenent en una agència publicitària d'Escandinàvia, va decidir centrar-se en el seu canal de YouTube. Per finançar-se els vídeos, va començar a vendre l'art que feia amb Photoshop i a treballar en una guingeta de frankfurts, i de seguida va aconseguir cada vegada més seguidors: el juliol del 2012, el seu canal va passar d'un milió de subscriptors.
Ben aviat, PewDiePie va signar un contracte amb la xarxa multicanal Machinima. Després, insatisfet amb el tracte que en rebia, va signar amb Maker Studios i les seves subxarxes Polaris i, més endavant, Revelmode. Durant el temps que ha estat a YouTube, PewDiePie ha produït vídeos que han estat lloats com a autèntics i sense filtres, però que també s'han rebut com a abrasius i, en alguns casos, han generat polèmica. Com a conseqüència d'una polèmica de començament del 2017 perquè el van acusar d'antisemitisme en diversos dels seus vídeos, Maker Studios, que estava controlat per Disney, va rompre el contracte que tenien i el va expulsar de la seva xarxa multicanal. Tot i criticar la cobertura del tema i defensar que només eren bromes que s'havien tret de context, va admetre que eren ofensives.
Des del 15 d'agost del 2013, ha estat l'usuari de YouTube amb més subscriptors, i ha estat superat breument el novembre i el desembre del 2013 pel canal Spotlight, que és del mateix YouTube. El canal de PewDiePie, mantenint la segona posició des del 22 de desembre del 2013, va arribar als 50 milions de subscriptors el desembre del 2016. A més, el 29 de desembre del 2014 va superar el canal de música d'EMI a ser el canal de YouTube més vist de tots els temps, i el desembre del 2016 tenia més de 14 mil milions de visualitzacions de vídeo. Del 29 de desembre del 2014 al 14 de febrer del 2017, el canal de PewDiePie va ser el més vist de tots els temps.
A través dels seus fans —a qui anomena col·lectivament «9 year olds Army» («exèrcit de persones de 9 anys») i individualment «fellow 9 year olds» («estimats amics de 9 anys»)— PewDiePie ha recollit fons per organitzacions filantròpiques. Per una altra banda, gràcies a la seva popularitat, quan ha tractat videojocs independents, s'ha produït un «efecte Oprah» i les vendes se n'han disparat. El 2016, la revista Time el va nomenar una de «Les 100 persones més influents del món». Viu a Brighton (Anglaterra) amb la seva xicota, la personalitat de YouTube italiana Marzia Bisognin.

## Primers anys

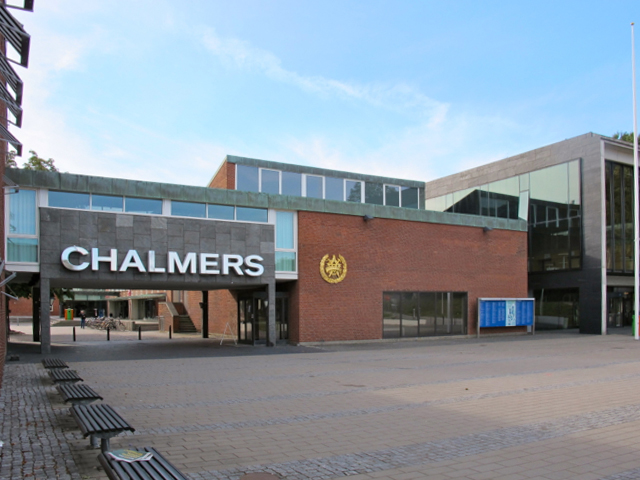
Entrada de la Universitat Tecnològica de Chalmers, on estudiava PewDiePie abans de centrar-se en la seva carrera com a youtuber

PewDiePie va néixer i créixer a Göteborg a Suècia. És fill de Lotta Kristine Johanna (nascuda el 7 de maig del 1958) i d'Ulf Christian Kjellberg (nascut el 8 de gener del 1957), i vivia amb ells i també amb la seva germana. La seva mare, que era CIO de KappAhl, el 2010 va ser nomenada CIO de l'any de Suècia. El seu pare també és directiu d'una empresa.
En els seus primers anys d'escola, estava interessat en l'art, i, segons ha dit, dibuixava personatges de videojocs coneguts com ara Mario i Sonic. A l'institut, se saltava classes per jugar a videojocs amb els amics en un cibercafè; sobre això, ha comentat: «Suècia té molta cultura de joc». El 2008 es va graduar de la l'escola superio Högre Samskola. Aleshores va començar a estudiar per economista industrial i gestor de tecnologia a la Universitat Tecnològica de Chalmers, però va deixar la universitat el 2011. Malgrat que els mitjans han publicat sovint que el motiu per deixar Chalmers era poder centrar-se en la seva carrera de YouTube, el 2017 PewDiePie va aclarir: «Per què tothom malinterpreta aquesta història? (…) Vaig deixar la universitat perquè no m'agradava. Deixar la universitat per dedicar-se a YouTube hauria estat fotudament absurd». Va afegir que «gestió i economia industrial [era] infernalment avorrit (…) [i] no m'hi podia entendre amb ningú en absolut». Sobre aquesta decisió, PewDiePie va afirmar: «Vist amb perspectiva, va ser completament absurd. Per entrar a Chalmers a estudiar economia industrial necessites unes notes excel·lents, però d'alguna manera era més feliç venent frankfurts i fent els meus vídeos sobre videojocs».
PewDiePie també va dir que li «encantava Photoshop», i que preferia treballar fent art de retoc fotogràfic amb aquest programa que estudiar. De fet, va participar en diverses competicions i va estar a punt de guanyar com a premi entrar d'aprenent en «una de les millors agències publicitàries d'Escandinàvia». També li interessava crear vídeos per YouTube, i quan no va poder entrar d'aprenent, va posar-se a vendre edicions limitades d'imatges que retocava, per poder comprar-se un ordinador amb què treballar en els vídeos de YouTube.

## Carrera a Internet

### Contingut del canal de YouTube
L'essència dels vídeos de PewDiePie són els seus comentaris i reaccions a diversos videojocs mentre hi juga, cosa que fa que entrin dins la categoria de vídeos Let's Play («juguem»). A diferència de les guies estratègiques (walkthroughs) habituals, els seus vídeos es dediquen a «compartir per YouTube moments de joc amb els meus bros». La revista Variety ho descriu així: «PewDiePie fa com si passés una estona amb un amic. Comença cada vídeo presentant-se amb una veu aguda i ximpleta, i allargant les vocals del seu àlies de YouTube, i llavors s'endinsa en els vídeos."
Els primers anys com a personalitat de YouTube, PewDiePie era conegut per jugar a videojocs de terror i d'acció, especialment Amnesia: The Dark Descent i els seus mods. També, el 2 de setembre del 2011, va iniciar una sèrie de vídeos setmanals amb el títol col·lectiu de Fridays with PewDiePie («Els divendres amb PewDiePie»). Al final de cadascun dels seus vídeos acostuma a fer un «Brofist». A mesura que el seu canal va anar creixent, va començar a diversificar la temàtica dels vídeos, i va pujar-hi curts humorístics, tant d'imatge real com d'animació. El 2014 va començar a jugar més activament a jocs que li interessaven, fossin o no del gènere de terror. Sovint dona el seu suport a videojocs de desenvolupadors independents.
PewDiePie també s'ha caracteritzat per pujar vídeos al seu canal molt sovint (encara que el 2014 en va reduir la freqüència): al començament del 2017, n'hi havia pujat més de 3.400 (dels quals uns 300 eren privats). El març del 2017, PewDiePie va indicar que al seu canal estava publicant un vídeo al dia, i va comentar que «crear contingut cada dia [té] moltes dificultats: és de ximples. No ho hauria de fotre, hauria de tornar a pujar dos cops per setmana o així, i llavors parar-me a rumiar. Però encara m'agrada molt, moltíssim, el repte diari —la rutina diària— de dir-me: 'ei, avui penso fer un vídeo, peti qui peti'. I hi ha vegades que funciona molt bé, i d'altres que no».

### Estil del canal
L'estil dels vídeos de PewDiePie l'han descrit diverses fonts com a ximplet, enèrgic, desagradable i groller. Tanmateix, moltes de les mateixes fonts admeten que el seu material és genuí i sense filtres. Sarah Begley, de la revista Time, va afirmar que els seus vídeos contenien una «narració carismàtica». Chris Reed, de The Wall St. Cheat Sheet, va dir que contenien «un comentari improvisat sobre la marxa caracteritzat per acudits ximples, grolleries i rampells de mal gust». Un altre periodista va indicar que «resulta que la manera que ha escollit per compartir la seva crítica consisteix en un humor obscè, un reguitzell sense filtres de parides, esgarips d'esglai, veus ximples, comentaris políticament incorrectes i bàsicament grolleries a dojo». Reed hi afegeix que aquests aspectes dels vídeos de PewDiePie són els que irriten més els crítics però també els que agraden més als fans. De vegades, PewDiePie recorre simplement a jugar al videojoc, i no fa cap comentari o només en fa d'emotius; per exemple, s'ha destacat que el final de The Last of Us el va deixar sense paraules, mentre que normalment és molt cridaner.
Tanmateix, el 2016 PewDiePie va examinar els seus primers vídeos i, mentre observava els canvis estilístics que havia patit, va expressar recança específicament sobre l'ús despreocupat que hi feia de paraules com gai o retardat en un sentit pejoratiu. El desembre del 2016, Patricia Hernandez, de Kotaku, escrivint sobre els seus canvis estilístics, va explicar que «durant aquest any, el canal de PewDiePie també ha tingut una fricció subjacent, a mesura que Kjellberg es va distanciant de moltes de les coses que el van fer famós. Fa menys Let's Plays de videojocs de terror com Amnesia», i va afegir que «el PewDiePie del 2016 encara pot ser immadur, sí, però […] els vídeos recents de PewDiePie es caracteritzen per l'angoixa existencial, perquè hi descriu la crua realitat de crear material per una màquina que no pot controlar ni entendre del tot." Sobre l'aspecte tècnic, PewDiePie va comentar que els seus primers vídeos contenien simplement les gravacions sense elaborar, mentre que després va començar a dedicar temps a editar-les.

### Història

#### Inicis (2010-2012)
Al principi, PewDiePie va registrar un compte a Youtube amb el nom «Pewdie"; segons ha explicat, «pew» (pronunciat «piu») representa el so dels làsers, i «die» en anglès vol dir ‘morir’. Però, com que va oblidar la contrasenya d'aquest compte, va registrar el canal de YouTube «PewDiePie» el 29 d'abril del 2010. Quan va deixar els estudis a Chalmers, els seus pares no el van voler ajudar econòmicament, i per això va finançar-se els primers vídeos venent edicions limitades de l'art que creava amb Photoshop i treballant en una parada de frankfurts. Sobre haver de treballar a la parada, va afirmar: «per mi, poder fer vídeos era molt més important que haver de passar unes hores al dia fent una feina no gaire prestigiosa». Cinc anys després, rememorava: «Sabia que alguns s'havien fet populars amb altres tipus de vídeos, però no n'hi havia cap que se n'hagués fet amb els de videojocs, i no sabia que s'hi podien guanyar diners. No és que fos una carrera per la qual pogués deixar la universitat. Simplement era una cosa que m'encantava fer. I aquí estem cinc anys després, i això ha esclatat». El desembre del 2011, el seu canal tenia uns 60.000 subscriptors. Quan en va aconseguir 700.000, PewDiePie va participar en la Conferència Nonick del 2012. El canal va arribar a 1 milió de subscriptors l'11 de juliol del 2012, i a 2 milions el setembre del 2012. L'octubre del 2012, OpenSlate va classificar el canal de PewDiePie com el canal de YouTube número 1. Aquell desembre, PewDiePie va signar un contracte amb Maker Studios.
Als inicis de la seva carrera a YouTube, PewDiePie feia bromes sobre violacions en els seus vídeos, però quan va començar a rebre'n crítiques que van suscitar una controvèrsia, va tractar el tema en un article a Tumblr on deia: «Només vull que quedi clar que ja no tornaré a fer bromes sobre violacions; com ja he dit abans, no pretenc ferir ningú, i demano disculpes si mai ho he fet». The Globe and Mail va declarar que «a diferència de molts jugadors joves, ell sí que va escoltar quan tant els fans com els crítics van indicar-ne la naturalesa nociva, i va decidir deixar de fer bromes sobre violacions».

#### L'usuari amb més subscriptors (2013)
El 18 de febrer del 2013, el canal de PewDiePie va arribar als 5 milions de subscriptors, i a l'abril, quan va passar de 6 milions, The New York Times en va parlar. El maig, en els primers premis Starcount Social Stars, a Singapur, va guanyar el premi a l'"estrella social sueca». Competint contra Jenna Marbles, Smosh i Toby Turner, PewDiePie també va guanyar el premi al «programa social més popular». El juliol del 2013, va superar Jenna Marbles a ser el segon usuari de YouTube amb més subscriptors, i va arribar als 10 milions de subscriptors.
PewDiePie va superar en nombre de subscriptors el fins llavors primer canal, Smosh, el 15 d'agost del 2013. Sobre això va comentar: «Quan vaig iniciar el meu canal de YouTube el 2010, no m'imaginava que un dia aquest seria el canal amb més subscriptors del món i que jo formaria part d'una comunitat tan genial». Ben Donovan, de Maker Studios, va afirmar que PewDiePie «és un molt bon exemple de com un creador de YouTube pot acumular seguidors de tot el món gràcies a la seva passió i creativitat, i els seus nombrosos subscriptors mostren la lleialtat i la forta connexió que té amb els seus 'bros'». L'1 de novembre, el seu canal va ser el primer d'arribar als 15 milions de subscriptors, però l'endemà el va superar el compte Spotlight, del mateix YouTube. El mateix mes, PewDiePie va proclamar que no li agradava el nou sistema de comentaris de YouTube. Al desembre, va superar el canal Spotlight i va tornar a ser l'usuari de YouTube amb més subscriptors.
Durant el 2012 i el 2013, el seu canal va ser un dels que van créixer més ràpid a YouTube en nombre de subscriptors. El 2013, va passar de 3,5 milions de subscriptors a prop de 19 milions, i al final del 2013 guanyava un subscriptor cada 1,037 segons. La revista Billboard va publicar que durant el 2013 el canal de PewDiePie havia guanyat més subscriptors que cap altre. A més, la segona meitat del 2013, els vídeos del seu canal van rebre un total de prop de 1,3 miliards de visualitzacions.

#### Continuació del creixement i YouTube Red (2014-2016)
El març del 2014, PewDiePie va actualitzar el seu modus operandi i va anunciar que reduiria la freqüència amb què pujava vídeos. L'agost del mateix any, Maker Studios va publicar una app oficial de PewDiePie per l'iPhone que permetia veure els seus vídeos, crear canals web personalitzats amb els vídeos favorits i compartir els vídeos. Uns dies després, PewDiePie va pujar un vídeo on anunciava que inhabilitaria permanentment els comentaris en els seus vídeos de YouTube, i ho va justificar dient: «Vaig als comentaris i sobretot hi ha spam, gent fent autobombo, gent que intenta provocar… Només hi ha totes aquestes coses que no signifiquen res per mi. No m'interessen, no les vull veure». Després de deshabilitar els comentaris, va continuar interactuant amb la seva audiència per Twitter i Reddit. A mitjans de setembre, va pujar un segon vídeo en què persistia en la decisió que havia pres i anunciava 
el llançament de broarmy.net, un fòrum de discussió on contactaria activament amb els seus espectadors i que estava dissenyat per substituir la secció de comentaris de YouTube.
El setembre del 2014, PewDiePie va començar a publicar a MLG.tv vídeos de BroKen, una sèrie que co-presentava amb Kenneth Morrison, més conegut com a CinnamonToastKen, també comentarista per Internet de videojocs. El 13 d'octubre, PewDiePie va decidir tornar a permetre els comentaris en els seus vídeos, però només els que han estat aprovats. Tanmateix, PewDiePie va tuitejar: «Els he configurat com a aprovats per poder redirigir la gent a comentar al meu lloc web en comptes d'allà." En un vídeo posterior, va dir que deshabilitar els comentaris l'havia ajudat a ser més feliç. Només el 2014, el compte de PewDiePie va acumular gairebé 14 milions de nous subscriptors i més de 4,1 miliards de visualitzacions de vídeo; totes dues xifres eren més grans que les de qualsevol altre usuari.
Segons Social Blade, un lloc web que fa un seguiment de les estadístiques dels canals de YouTube, el 29 de desembre del 2014 el canal de PewDiePie va superar el canal «emimusic» en nombre de visualitzacions de vídeo (uns 7,2 miliards) i així va esdevenir el canal més vist del lloc web.
Durant el juliol del 2015, els vídeos de PewDiePie van rebre més de 300 milions de visualitzacions al mes. El 6 de setembre, el seu compte va ser el primer a superar els 10 miliards de visualitzacions de vídeo. Uns dies després, PewDiePie va avançar que tenia un paper en una sèrie, i que havia viatjat a Los Angeles, on hi havia la localització en què es gravaria el programa. Encara que aleshores no se'n van revelar gaires detalls, a l'octubre es va anunciar que la sèrie es titularia Scare PewDiePie. La sèrie Scare PewDiePie es va estrenar el gener del 2016 per YouTube Red, el servei de pagament de YouTube.

#### Canvi d'estil i de contingut (2016-2017)
Al llarg del 2016, PewDiePie va fer en els seus vídeos un canvi d'estil més visible que els retocs que havia fet en el passat (vegeu més amunt). Com ja s'ha esmentat, va tractar l'ús pejoratiu que havia fet de paraules com gai, dient: «Encara faig bromes més aviat ximples que no hauria de fer. Però em sembla que és que llavors no ho entenia. Era molt immadur, i pensava que les coses eren divertides simplement perquè eren ofensives […] No n'estic orgullós, de veritat. Però, per una altra banda, m'agrada haver-ho deixat enrere madurant». A més de continuar produint menys vídeos de tipus Let's Play sobre videojocs de terror, el seu estil humorístic també va canviar; PewDiePie va comentar en un vídeo de desembre del 2016 que «Crec que el tema és que tinc molta audiència més jove, i que el meu humor s'ha fet més sec, i no l'entenen».
El 20 d'octubre, va obrir de broma un segon canal, amb el nom de Jack septiceye2, per aconseguir un altre Golden Play Button, perquè el que tenia pel canal PewDiePie li havien enviat trencat. El nom deriva del canal del seu amic, també comentarista de videojocs per YouTube, Jacksepticeye. Uns dies més tard, va anunciar a YouTube que tornaria a anar a Los Angeles per gravar una altra temporada del programa, i que cada dia aniria documentant en vídeo l'estada. Al desembre del 2016, Kotaku va informar que aquest segon canal havia arribat a 1,4 milions de subscriptors, malgrat tenir només un vídeo disponible per veure.
Durant el final de novembre i l'inici de desembre del 2016, PewDiePie va dir de broma que volia esborrar el seu canal de YouTube quan arribés als 50 milions de subscriptors. El 2 de desembre, va pujar un vídeo on tractava la frustració que sentia perquè els comptes de YouTube estaven experimentant una pèrdua inexplicada de subscriptors i visualitzacions:" Trobo que molta gent que treballa amb YouTube, gairebé tothom, no tenen idea de com és treballar com a creador de continguts, com algú que ha estat bastint això durant anys i a qui això li importava molt». Sobre aquest tema, un representant de Google va comentar a Ars Technica: «Alguns creadors han expressat la seva preocupació sobre una caiguda del nombre de subscriptors. Però hem realitzat una revisió àmplia i hem trobat que el nombre de subscriptors dels creadors no ha baixat més que quan els espectadors es donen de baixa del canal d'un creador o YouTube elimina els subscriptors automatitzats».
El 8 de desembre, el seu canal de YouTube va arribar als 50 milions de subscriptors, fet que no havia succeït mai abans. Després de la fita, PewDiePie va tuitejar «l'esborraré demà a les 17h GMT», en referència al seu canal, i després va pujar un vídeo amb focs artificials per celebrar-ho.
Al final, no va esborrar el seu canal PewDiePie, sinó el canal de broma Jack septiceye2, dient: «Sabeu quan feu una broma i resulta que es fa molt més grossa que no havíeu imaginat?». Aquesta maniobra de PewDiePie va rebre una acollida negativa per part de Mathew Ingram, de la revista Fortune, que va opinar que «això és només l'enrabiada d'un nadó-home que guanya milions de dòlars jugant a videojocs», i va afegir que «a primer cop d'ull, el vídeo en què amenaça d'esborrar el seu canal s'assembla als gemecs d'un famós ric i demanaire que s'ha adonat que els seus vídeos ja no tenen tantes visualitzacions com abans, i en culpa la plataforma per no donar-li tant suport com creu que caldria». El 18 de desembre del 2016, va rebre de YouTube un Ruby Play Button com a guardó per haver arribat als 50 milions de subscriptors.
El 10 de desembre va publicar un vídeo titulat «Can this video hit 1 million likes?» («Pot arribar a 1 milió d'agradaments aquest vídeo?»), on després de mirar com diversos youtubers demanaven rebre en els seus vídeos un cert nombre d'agradaments, de broma demanava als espectadors que contribuïssin a fer que el vídeo arribés a 1 milió d'agradaments. El vídeo va aconseguir diversos milions d'agradaments (el 13 de gener del 2017 en tenia 3,2, cosa que el feia el vídeo número 70 de la llista dels més agradats de YouTube i el número u dels vídeos més agradats que no eren videoclips). El dia 24 del mateix mes, va pujar un segon vídeo, titulat «Can this video get 1 million dislikes?» («Pot rebre 1 milió de desagradaments aquest vídeo?») i amb un contingut gairebé idèntic, llevat que hi demanava que, en comptes d'agradar-lo, el desagradessin. Aquest vídeo va aconseguir diversos milions de desagradaments (el 13 de gener del 2017, en tenia més de 2,7, cosa que el feia el vídeo número tres de la llista dels més desagradats de YouTube i el número u dels vídeos més desagradats que no eren videoclips o tràilers). El 28 de gener del 2017, va pujar un altre vídeo semblant, titulat «Can this video get 1 million comments?» («Pot rebre 1 milió de comentaris aquest vídeo?») En els primers dos dies va esdevenir el vídeo de YouTube amb més comentaris (5,3 milions). El mateix gener, PewDiePie va observar que els seus vídeos havien acumulat més de 150.000 anys en temps de visualització.
Segons Social Blade, el 14 de febrer del 2017, la discogràfica índia T-Series va superar PewDiePie com a canal de YouTube amb més visualitzacions de vídeo.

#### Vídeos polèmics i expulsió de Maker Studios (2017)
El gener del 2017, PewDiePie va començar a rebre crítiques sobre els seus vídeos que no tractaven de videojocs. Un dels vídeos, on sembla que utilitza l'insult racial «nigga» («negre»), va provocar que l'etiqueta #PewdiepieIsOverParty («festa del final de PewDiePie») fos tema del moment mundial a Twitter. També va rebre mostres d'odi per haver disparat a una representació de Jesucrist en un altre vídeo. Uns dies més tard, va seguir creant controvèrsia pujant un vídeo on ressenyava el lloc web Fiverr, que permet oferir serveis a 5$: hi mostrava tant la seva reacció a un duo a qui havia pagat perquè desplegués un rètol que deia «DEATH TO ALL JEWS» («mort a tots els jueus») com la seva disculpa per haver-ho fet. Va dir: «Ho sento. No pensava que ho acabessin fent. Me'n sento responsable en part», i hi va afegir: «No em sento bé. No n'estic gaire orgullós, sincerament. No sóc antisemita (…) així que no m'entengueu malament. Això era un mem divertit, i no pensava que arribés a funcionar, d'acord? Prometo que estimo els jueus, els estimo. Ho sento. No sé què més dir». PewDiePie va rebre crítiques d'alguns usuaris a la secció de comentaris del vídeo, i també d'alguns mitjans de comunicació. Com a conseqüència d'aquest vídeo, Fiverr va bloquejar tant PewDiePie com el duo, cosa que va provocar que el duo publiqués un vídeo on afirmaven que no havien entès el significat del rètol, i que demanaven disculpes a tots els jueus.
"He fet unes bromes que no han agradat, i sabeu què? Doncs que si les meves bromes no agraden, jo ho respecto completament, i ho entenc perfectament. Reconec que em vaig passar, i és clar que ho tindré en compte d'ara endavant, però la reacció i la indignació que hi ha hagut només es poden anomenar bogeria." 
Unes setmanes més tard, The Wall Street Journal va informar sobre l'incident, afegint-hi que, des de l'agost del 2016, PewDiePie havia inclòs bromes antisemites i simbolisme nazi en nou vídeos diferents. També va indicar que PewDiePie havia eliminat tres dels vídeos, inclòs el de gener del 2017 sobre Fiverr. En un article pujat a Tumblr el 12 de febrer, PewDiePie va dir: «No estic donant suport de cap de les maneres a cap mena d'actitud d'odi, (…) Per mi el contingut que creo és entreteniment i no un lloc on fer comentaris polítics seriosos», però va admetre que «tot i no ser la meva intenció, entenc que en definitiva aquestes bromes eren ofensives». També hi aclaria: «per molt ridícul que sigui creure que jo pogués donar suport realment a grups antisemites, per qui no tingui clara la meva posició sobre els grups que fomenten l'odi: No, no dono suport en aquestes persones de cap manera». En part, aquest article de PewDiePie a Tumblr venia motivat pel fet que alguns grups neonazis i supremacistes blancs, com ara el lloc web The Daily Stormer, estaven al·ludint a les bromes de PewDiePie lloant-lo.
El 13 de febrer, la xarxa multicanal Maker Studios, propietat de Disney, va finalitzar la seva relació amb PewDiePie per culpa d'aquesta polèmica i per altres vídeos seus que contenien bromes antisemites. Segons van declarar, «tot i que [ell ha] aconseguit molts seguidors sent provocador i irreverent, és clar que aquest cop ha anat massa lluny i els vídeos resultants són inadequats». També Google va prendre mesures, i va expulsar-lo del programa publicitari Google Preferred, a més de cancel·lar la sèrie de YouTube Red Scare PewDiePie. Diversos periodistes i mitjans van coincidir amb el Wall Street Journal a criticar-lo. Per exemple, Kirsty Major (de The Independent), Arwa Mahdawi (de The Guardian) i Ben Kuchera (de Polygon) van criticar-lo per defensar el seu contingut com a bromes fora de context, i van afirmar que el seu contingut ajuda a normalitzar ideologies com ara el feixisme, el neonazisme i el supremacisme blanc.
Molts membres de la comunitat de YouTube, entre altres l'humorista jueu (i amic de PewDiePie) Ethan Klein, de h3h3Productions, el comentarista Philip DeFranco i Markiplier (un jugador molt popular), van defensar PewDiePie i van criticar durament com havien tractat el tema els mitjans. El 16 de febrer, PewDiePie en persona hi va respondre en un vídeo titulat My Response («La meva resposta»), on demanava disculpes als qui s'havien sentit ofesos pels seus vídeos precedents i també criticava la cobertura que n'havien fet els mitjans. També hi deia que The Wall Street Journal havia tractat les seves bromes com a «articles» i les havia tret de context. Un dels exemples que en donava era el d'un dels seus vídeos, on havia expressat frustració perquè la gent creava esvàstiques al seu videojoc Tuber Simulator. Al vídeo My Response també va tractar els canvis estilístics (esmentats més amunt) que els seus vídeos havien començat a patir, i va expressar el desig de ser més honrat i obert sobre les seves opinions.

#### Canal a Twitch (2017)
L'abril del 2017, PewDiePie, tot i seguir pujant vídeos a YouTube, va crear el canal Netglow al lloc de vídeo en directe Twitch, on el 9 d'abril va començar a emetre Best Club, un programa setmanal. Business Insider va informar que el motiu d'obrir aquest canal era el canvi que havia fet YouTube als termes del contracte perquè molts anunciants havien retirat els seus anuncis de YouTube, encara que PewDiePie va dir que ja hi havia estat rumiant des d'abans de les acusacions d'antisemitisme fetes contra ell. L'11 d'abril, Business Insider va publicar que la primera emissió de PewDiePie havia aconseguit uns 60.000 espectadors, i que Netglow havia acumulat 93.000 subscriptors.
Després dels actes violents de la Manifestació Unite the Right de l'agost del 2017, PewDiePie va afirmar que en el futur evitaria el simbolisme nazi i fer bromes sobre el nazisme, dient: «Encara que no ho creieu, no vull tenir res a veure amb aquesta gent. Al meu cor no hi ha odi. Només odio les persones que odien».
El setembre del 2017, PewDiePie va emprar l'insult racial «nigger» («negre») anomenat a Internet com la «N word» (la «paraula N») mentre emetia en directe una partida de PlayerUnknown's Battlegrounds. En resposta a l'incident, Sean Vanaman, cofundador de l'estudi Campo Santo, va titllar-lo de «pitjor que un racista que no ha sortit de l'armari», va anunciar que Campo Santo demanaria strikes de drets d'autor contra els vídeos de PewDiePie que incloïen material del seu videojoc Firewatch i va animar els altres desenvolupadors de videojocs a fer com ell. Poc després, PewDiePie va pujar un vídeo curt on demanava disculpes per les paraules que havia utilitzat durant l'emissió en directe, dient: «No m'inventaré cap excusa per justificar per què ho he fet, ja que no n'hi pot haver. Estic decebut amb mi mateix perquè sembla que no hagi après res de totes les controvèrsies passades: [fer servir l'insult] no va estar bé. Ho sento de debò si he ofès, ferit o decebut algú amb tot això. En la meva posició, hauria d'haver tingut més seny."

#### Canvi de contingut i la gran guerra pel 1r lloc (2017-actualitat)
Actualment i des de fa més d'un any, PewDiePie, ha canviat el séu tipus de contingut, i fa videos sobre mems, com la sèrie de «Meme Review» 👏👏 («ressenya de mems») o la sèrie «LWIAY» («Last Week I Asked You», on mira mems que fan els séus fans).
Des de fa uns mesos, el Canal Indi T-Series, (que és propietat de l'empresa T-Series, i que penja videoclips de música de l'India) lluita per avançar-lo en el primer lloc de canals amb més subscriptors de la plataforma. El Pewdiepie ha fet molta publicitat, i els seus fans l'han ajudat, penjant cartells i comprant espais publicitaris al crit de «I'm doing my part» (estic fent la meva part). El PewDiePie fins i tot va escriure una cançó, «B**ch Lasagna» (P*ta Lasagna), un rap desafiant a T-Series. Totes aquestes coses li han provocat un creixement enorme de subscriptors, i sembla que seguirà creixent bastant durant un bon temps. Desafortunadament, sembla que aquest canal sobrepassarà al PewDiepie com a 1r canal de Youtube en qüestió d'uns mesos, però el Pewdiepie seguirà mantenint el séu títol de primer youtuber amb més subscriptors, ja que l'altre canal és gestionat per una empresa.
Segurament ni ell ni els seus fans lluitarien tant, ni farien tanta publicitat, si no fos perquè els fa llàstima que el «líder» d'una plataforma que va créixer gràcies a individuals fent coses que agradaven a la gent, i sobretot entreteniment a partir del propi carisma i habilitat, passi a ser una empresa amb milers de treballadors que penja 7 vídeos al dia sense cap esforç.
Fa poc el Pewdiepie va batre el récord de vídeo amb més likes de Youtube (sense comptar, òbviament, els videoclips musicals), amb el vídeo «Youtube Rewind 2018 but it's actually good», fent contrast amb el verdader Youtube Rewind 2018, fet pel mateix Youtube, que és el vídeo amb més dislikes de tota la plataforma.

### Demografia del seu públic
En un vídeo titulat «YOUTUBE MADE A MISTAKE» («Youtube s'ha equivocat»), del 25 d'abril del 2017, PewDiePie va desvelar que els seus espectadors tenien principalment entre 18 i 34 anys, amb un 71% d'homes. Al vídeo hi apareixien aquestes dades sobre els 30 dies precedents:
| Edat       | Homes | Dones | Total |
| ---------- | ----- | ----- | ----- |
| 13-17 anys | 6.7%  | 4.3%  | 11%   |
| 18-24 anys | 29%   | 14%   | 43%   |
| 25-34 anys | 24%   | 6.7%  | 30.7% |
| 35-44 anys | 6.7%  | 2.4%  | 9.1%  |
| 45-54 anys | 2.8%  | 1.2%  | 4%    |
| 55-64 anys | 0.6%  | 0.2%  | 0.8%  |
| 65+ anys   | 1.2%  | 0.4%  | 1.6%  |
|            | 70.8% | 29.2% | 100%  |

### Relació amb xarxes i programes de YouTube
Des que Maker Studios el va expulsar de la seva xarxa per la controvèrsia antisemita esmentada més amunt, PewDiePie no té cap contracte amb xarxes multicanal. Abans havia estat amb Machinima i Maker Studios. Primer va estar amb Machinima, una xarxa de YouTube rival de Maker Studios, però en sentir-s'hi abandonat i frustrat amb el tracte rebut, va contractar un advocat perquè l'alliberés del contracte amb la xarxa.
Llavors va signar amb Polaris, una subxarxa de canals sobre videojocs que forma part de Maker Studios, una xarxa multicanal que fomenta el creixement dels seus canals. Tot i tenir un contracte amb una xarxa, PewDiePie es va negar a contractar un editor perquè l'ajudés a crear els vídeos, dient: «Vull que YouTube sigui YouTube».
L'octubre del 2014, PewDiePie va començar a insinuar la possibilitat de no renovar el contracte amb Maker Studios quan caduqués el desembre. A notícies que en van parlar es va publicar que PewDiePie havia expressat estar frustrat amb l'empresa matriu de Maker Studios, Disney, dient: «Que Disney hagi comprat Maker Studios no em comporta cap diferència: si els demano ajuda, em responen; però aquest és tot el contacte que tenim. Ja veurem com va». Semblava que estava rumiant l'opció d'iniciar una xarxa pròpia en comptes de renovar el contracte amb Maker, encara que no en volia donar detalls. Tanmateix, quan els mitjans van publicar el seu desinterès per Maker, PewDiePie va tuitejar: «Em sento malcitat per WSJ: estic molt content amb la feina que Maker ha estat fent per mi». Al final, PewDiePie va continuar creant vídeos dins de Maker; de fet, Maker li va preparar un lloc web, una app i una botiga en línia on venia marxandatge de la Bro Army, i PewDiePie feia promoció dels mitjans de Maker i li donava una part dels guanys per anuncis de YouTube.
Al principi del 2015, Nintendo va llançar el Creator Program («programa de creadors») per compartir guanys amb els creadors que incloguessin partides dels seus videojocs als vídeos que pujaven a YouTube. PewDiePie, com altres jugadors, va criticar el programa, titllant-lo de «bufetada a la cara dels canals de YouTube que només tracten els videojocs de Nintendo», perquè «La gent que ha ajudat la comunitat de Nintendo i hi ha mostrat passió és la que en surt més malparada». Però, malgrat totes les crítiques, Nintendo va rebre més sol·licituds de creadors de YouTube que no s'esperava, cosa que va fer que estengués el temps d'espera de 72 hores perquè els vídeos rebessin l'aprovació. PewDiePie hi va afegir: «Al meu canal seguiré jugant a videojocs de Nintendo a què vulgui jugar, com sempre. Tinc sort d'estar en una situació en què perdre ingressos dels anuncis en uns pocs vídeos no té importància. Però hi ha molta gent a YouTube que no ho té tan bé». En definitiva, el centre de la crítica era que Nintendo gestionava l'aprovació dels vídeos, que podia estar motivada per intencions esbiaixades.
El gener del 2016, PewDiePie va anunciar que, en col·laboració amb Maker Studios, llançaria Revelmode, una subxarxa de Maker que oferiria sèries originals de PewDiePie i els seus amics de YouTube. La cap de Maker Studios, Courtney Holt, després de fer el tracte, va declarar: «Estem entusiasmats de doblar l'aposta per Felix». Els youtubers que s'hi van incorporar des del principi, a més de PewDiePie, van ser: CinnamonToastKen, CutiePieMarzia, Dodger, Emma Blackery, Jacksepticeye, Jelly, Kwebbelkop i Markiplier; més endavant, s'hi van afegir Cryaotic, KickThePJ i Slogoman. El març del 2017, PewDiePie va confirmar que Revelmode «ja no existeix», després de la polèmica per les acusacions d'antisemitisme fetes contra ell pel Wall Street Journal. A més d'anunciar això, també va revelar que hi havia treballat uns tres o quatre anys.

## Imatge pública i influència
La reacció al material de PewDiePie ha estat diversa: Anthony Taormina, de Game Rant, ha escrit que «No és cap secret que, a mesura que la seva popularitat ha anat creixent, PewDiePie s'ha anat fent un personatge cada cop més polaritzant. Mentre que alguns estimen el youtuber per la diversió que proporciona, d'altres veuen PewDiePie com la plasmació de la nostra cultura, obsessionada amb les partides comentades."
El seu canal agrada molt al públic més jove, un grup que Google anomena Generació C perquè s'interessa en «creation, curation, connection and community» («creació, cura, connexió i comunitat»). Chris Reed, de The Wall St. Cheat Sheet, va comentar, respecte a les opinions polaritzades sobre PewDiePie, que «La gran divisió en l'opinió sobre PewDiePie sembla en gran part generacional. La gent més gran és menys propensa a subscriure's a canals de YouTube, o a donar gaire credibilitat a personalitats de YouTube en general. Per l'altra banda, molts dels espectadors més joves el consideren infinitament divertit i s'hi identifiquen." De fet, segons una enquesta encarregada per Variety el 2014, PewDiePie i algunes altres personalitats de YouTube són més influents i populars entre els adolescents estatunidencs d'entre 13 i 18 anys que els famosos convencionals, com ara Jennifer Lawrence.
El setembre del 2014, Rob Walker, de Yahoo!, va qualificar la popularitat de PewDiePie de «delirant», escrivint que «em sembla molt més curiosa: vull dir que saps qui és Rihanna, però reconeixeries aquest noi si te'l trobessis darrere teu mentre fas cua al banc?». Walker, entre altres periodistes i alguns jugadors ocasionals, s'ha preguntat pels motius de la seva popularitat, mentre que altres periodistes han criticat el creixement de la seva notorietat. Walker ha indicat la interacció de PewDiePie amb l'audiència, escrivint que «Encara que pot ser estrident i vulgar, sempre fa la impressió de ser genuí. Tota l'estona s'adreça a la seva audiència d'igual a igual, com una colla d'amics, i no com a fans idòlatres llunyans. I, certament, mentre ho fa, se'n riu de bon grat d'ell mateix." PewDiePie anomena els seus fans «Bro Army» («exèrcit de germans») i s'adreça a la seva audiència com a «bros» («germans»). El 2015, The Verge va escriure que «Us agradi o no, el seu èxit —com el de tantes altres personalitats de YouTube— no ve merament de jugar a videojocs sinó de connectar amb una audiència i parlar-hi directament: sense agent, notes de premsa ni cap altre intermediari. Ell simplement va prémer record."
Quant al seu paper com a famós, PewDiePie ha afirmat que «molta gent em veu com un amic amb qui passar l'estona un quart d'hora al dia», i ha afegit que «La soledat davant les pantalles d'ordinador ens uneix. Però jo no he pretès mai ser un model a imitar; només vull convidar-los a venir a casa meva." En correspondència amb aquesta observació, consta que la seva audiència fa comentaris positius sobre ell; alguns del seus espectadors van crear un fil de discussió on van expressar que ha fet que siguin més feliços i se sentin millor amb ells mateixos. En canvi, durant una enquesta informal realitzada per un periodista de Kotaku per Twitter, els participants el van descriure com a «molest» i com una «manera desagradable de perdre el temps». De vegades, els mitjans també han reaccionat negativament a PewDiePie, sovint descrivint-lo com a «fenomen inexplicable». Andrew Wallenstein, de Variety, el va criticar durament quan el seu canal va esdevenir el més subscrit de YouTube, descrivint els seus vídeos com a «estupidesa agressiva» i «xerrameca psicòpata». Rolling Stone ha documentat l'existència de diversos fils de discussió a Reddit que estan dedicats a compartir opinions de menyspreu cap a PewDiePie.
PewDiePie mateix ha declarat que no li agrada que l'anomenin «famós», i consta que viu una «vida discreta i reservada». En un article de Rolling Stone, va admetre estar molt sorprès per la seva fama; esmentant un esdeveniment sobre videojocs que havien fet a prop de la seva ciutat, va dir: «Recordo que hi havia cinc guardes de seguretat cridant a una multitud fora de control que es fes enrere. Em va sorprendre molt trobar-me en aquella situació, en què jo era aquella persona famosa». A la cerimònia dels Social Star Awards del 2013, va saludar els fans personalment malgrat que seguretat li aconsellava que no ho fes. També va esmentar aquest esdeveniment a Rolling Stone, dient: «Al principi ni tan sols entenia que estaven cridant per mi».
La seva fama s'ha utilitzat com «un bon exemple de com la societat emergent dona moltes oportunitats als individus que tenen grans idees, valor i, per descomptat, prou sort, al contrari que la societat antiga». Alguns estudis sobre la comunitat de jugadors de YouTube han mostrat que el 95% dels jugadors miren vídeos en línia sobre videojocs, i això s'ha destacat com a motiu important de la popularitat de PewDiePie. El 2015 van incloure PewDiePie a la llista de Time de les trenta persones més influents d'Internet, cosa que va consolidar la seva influència com a personalitat d'Internet. Més endavant, també el 2015, PewDiePie va aparèixer a la portada del número de Variety titulat «Famechangers», on se'l considerava el número 1 dels famechangers, o sigui, «els qui tenen una influència molt més gran que la resta».
L'any següent, Time el va incloure a la llista Time 100, on Trey Parker, co-creador de South Park, va escriure això sobre ell: «Sé que pot semblar estrany, sobretot als qui sóm d'una generació més gran, que la gent passi tant de temps mirant com algú altre juga a videojocs (…) Però he decidit veure-ho com el naixement d'una nova forma d'art. I penso que ningú hauria de menystenir-ne l'artista més potent». El juny del 2017, Forbes va publicar una llista trimestral dels «Influenciadors més importants» on col·locava PewDiePie a la posició número 2 dins de la categoria videojocs, darrere de Markiplier, i ho justificava així: «aquest any, la seva marca en general s'ha ressentit d'haver inclòs contingut antisemític a nou dels seus vídeos».

### Influència en videojocs
Els comentaris de PewDiePie han augmentat les vendes d'alguns videojocs independents. Per exemple, els desenvolupadors de McPixel van dir: «En aquell moment, el principal factor que feia més conegut McPixel eren els vídeos 'Let's Play', sobretot els de Jesse Cox i els de PewDiePie». També consta que PewDiePie va afavorir les vendes de Slender: The Eight Pages i Goat Simulator. Malgrat aquesta influència, ha dit: «Jo només vull jugar als jocs, no influir en les vendes».
En un nivell del videojoc McPixel que es va dissenyar en honor seu, PewDiePie hi apareix acompanyat d'uns personatges de Amnesia: The Dark Descent a qui havia rebatejat i individualitzat en els seus comentaris. A més, a Surgeon Simulator 2013, el nivell anomenat Alien Surgery («cirurgia alienígena») conté un òrgan que es diu «Pewdsball» («bola de Pewds») en el seu honor. PewDiePie va donar permís perquè els desenvolupadors d'aquest videojoc utilitzessin la seva imatge a GOTY IDST, un simulador de dutxa. PewDiePie també apareix com a personatge no jugador en el videojoc independent Party Hard.

### Ingressos
El juny del 2014, The Wall Street Journal va informar que el 2013 PewDiePie havia guanyat quatre milions de dòlars, xifra que ell mateix va confirmar a Reddit com a propera a la real. Segons el diari suec Expressen de l'l juliol del 2015, la productora PewDie Productions AB, havia declarat el 2014 un benefici de 63,7 milions de corones sueques. The Guardian explica l'interés dels mitjans per als beneficis de PewDiePie perquè permet «excepcionalment, xafardejar els diners que fan les estrelles més populars de YouTube», i hi va afegir que «és molt excepcional que un creador de YouTube parli públicament sobre els seus guanys, sobretot perquè el mateix YouTube no ho fomenta gaire». Encara que els mitjans coincidien a qualificar aquests ingressos extraordinaris (de fet PewDiePie va aparèixer al capdamunt de la llista Forbes de les estrelles de YouTube més riques de l'octubre del 2015, amb uns guanys de 12 milions de dòlars el 2015), Forbes va comentar que «7 milions de dòlars podrien ben bé semblar una xifra astronòmica per un noi de 25 anys que només vol fer amics i jugar a videojocs, però són molt poca cosa comparats amb l'envergadura de la seva audiència i influència».
PewDiePie va dir que era «molt cansat de parlar sobre quant guanyo. En les poquíssimes entrevistes que he fet, sense importar quanta estona hàgim estat parlant, el titular acaba sent sobre el meu salari». El 2015, va publicar un vídeo on expressava la seva frustració per l'àmplia cobertura mediàtica dels seus ingressos, dient que «Vam recollir un milió de dòlars per fundacions filantròpiques, però molt pocs articles en van informar, mentre que per tot arreu hi ha quants diners guanyo», i va afegir-hi: «Sembla com si al món sencer li importés més quants diners guanyo que a mi mateix». Sobre l'origen del seus ingressos, va dir: «Penso que això és lo guai de YouTube: que tècnicament qualsevol ho podria fer, no? Segur que si jo no existís hi hauria algú que ocuparia el meu lloc».
El desembre del 2016, Forbes el va nomenar el youtuber amb més guanys, pels seus 15 milions de dòlars anuals. Això representava un increment del 20% respecte el 2015, degut en gran part a la seva sèrie Scare PewDiePie (emesa per YouTube Red) i al seu llibre This Book Loves You, del qual se'n van vendre més de 112.000 exemplars segons Nielsen Bookscan. Segons Forbes, el 2017 els ingressos de PewDiePie van baixar a 12 milions d'euros, de manera que va quedar en sisè lloc a la llista dels youtubers més ben pagats d'aquell any. Forbes va comentar que els ingressos haurien estat més alts si hagués evitat la retirada d'anunciants provocada per les controvèrsies que havien envoltat els seus vídeos.

### Campanyes de màrqueting
De l'abril a l'agost del 2014, PewDiePie i la seva xicota Marzia Bisognin van fer una campanya de màrqueting de As Above, So Below, una pel·lícula produïda per Legendary Pictures. Entre altres vídeos, van gravar una minisèrie on PewDiePie participava en el «Catacombs Challenge» («repte de les catacumbes»), que consistia a buscar tres claus per les catacumbes de París per poder obrir un recipient que contenia la «pedra filosofal». Els vídeos de la parella van arribar a aconseguir gairebé 20 milions de visualitzacions. Maker Studios, que representava tant a PewDiePie com a Bisognin, va negociar el contracte publicitari amb Legendary Pictures. El gener del 2015, Mountain Dew es va associar amb PewDiePie per llançar un concurs de fanfiction en què les obres guanyadores serien convertides en vídeos d'animació i pujades al seu canal. El mateix mes, la desenvolupadora de videojocs Techland va utilitzar una citació seva en uns pòsters de Dying Light. La citació («I love this game. It's sooo awesome!": «M'encanta aquest joc. És taaan fantàstic!») va crear controvèrsia perquè provenia d'un vídeo amb un aire de publireportatge en què hi apareixia ell jugant a Dying Light. Com a resposta, va tuitejar: «I love this game.
It's soooo awesome! - IGN» («M'encanta aquest joc. És taaaan fantàstic! - IGN»). Quan un altre usuari de Twitter va parlar sobre el tema esmentant PewDiePie, ell va respondre: «Ni tan sols recordo haver-ho dit».
Malgrat aquestes col·laboracions comercials, PewDiePie sosté que fa molt poques promocions i que col·labora amb poques marques. A més, va publicar a Reddit: «Guanyo més que no necessito amb YouTube», i també: «amb aquesta llibertat, però també per respecte als meus fans per haver-ho fet possible, no acabo fent gaires promocions». Sobre aquest tema, PewDiePie ha dit que és decebedor que molta gent malinterpreti un tret del seu caràcter: «si esmento a Twitter que trobo guai aquest projecte de Kickstarter o aquell altre, la gent de seguida comença a preguntar-se quins interessos econòmics hi puc tenir. Aquesta mena de coses em poden desanimar bastant. Però no és res personal: hi ha qui simplement prefereix creure sempre lo pitjor sobre els altres».

### Organitzacions filantròpiques
La seva popularitat ha permès a PewDiePie fomentar aportacions a iniciatives de captació de fons. El febrer del 2012, es va presentar com a candidat a la votació en línia King of the Web («rei del web»); aquesta vegada no va guanyar el títol general, però sí el de Gaming King of the Web («rei del web dels videojocs») del període de l'1 al 15 de febrer del 2012; la votació subseqüent sí que la va guanyar, i va donar el premi en metàl·lic al WWF. A més, va recollir diners pel St. Jude Children's Research Hospital.
PewDiePie també va iniciar una campanya sobre aigua potable perquè els seus fans poguessin donar diners a Charity: Water, per celebrar que havia arribat a 10 milions de subscriptors; ell hi va contribuir un dòlar per cada 500 visualitzacions del vídeo que anunciava la campanya, fins a un màxim de 10.000$; l'objectiu era arribar a 250.000$, però se'n van acabar aconseguint 446.462$. El juny del 2014, PewDiePie va informar que una quarta iniciativa filantròpica, per «Save the Children», havia aconseguit més de 630.000$, quan l'objectiu era només de 250.000$. En una entrevista amb la revista sueca Icon, va expressar el seu desig de seguir fent aquestes iniciatives en el futur, i va esmentar els germans John i Hank Green com a inspiradors de la idea de fer uns vídeos filantròpics únics que els desenvolupadors de videojocs i els anunciants compren a preus de fins a 50.000$.
El desembre del 2016, junt amb altres creadors de Revelmode, va presentar «Cringemas», un programa emès en directe per Internet el 9 i el 10 de desembre cap a les 18-22h GMT, en què es recollien diners per Product Red, una organització que pretén eliminar la sida a l'Àfrica. L'objectiu era aconseguir 100.000$, però el primer dia ja es van aconseguir més de 200.000, i el segon es va arribar fins a més de 1,3 milions de dòlars, amb l'ajuda de la Fundació Bill i Melinda Gates.

### Aparicions en altres mitjans
A part del seu propi canal de YouTube, PewDiePie ha fet aparicions a vídeos d'altres creadors de YouTube i a sèries. L'abril del 2013, va fer un cameo en un episodi de Epic Rap Battles of History, representant el paper de Mikhaïl Baríxnikov. El juliol del 2013, va fer de jutge convidat, junt amb Anthony Padilla i Ian Hecox de Smosh i Jenna Marbles, a la segona temporada de Internet Icon.PewDiePie també ha aparegut a la sèrie de cap d'any Rewind de YouTube cada any del 2013 al 2016.
El juny del 2014, Sveriges Radio va deixar a PewDiePie presentar un episodi del programa de ràdio Sommar i P1. L'episodi es va gravar tant en suec com en anglès: la versió sueca es va emetre el 9 d'agost del 2014 a l'emissora Sveriges Radio P1, i l'anglesa es va publicar a Internet, en un servidor dedicat molt potent per evitar que caigués el servidor de l'emissora. L'enllaç de la versió sueca es va compartir més de 3.500 cops, i el de l'anglesa uns 49.000.
L'octubre del 2014, va aparèixer com a convidat a Good Mythical Morning, on va parlar sobre els estereotips suecs.
El desembre del 2014, PewDiePie va participar com a artista convidat a dos episodis del final de la 18a temporada de South Park, una de les seves sèries favorites. En aquests episodis, PewDiePie es parodiava a ell mateix i a d'altres autors de vídeos Let's Play, i el personatge Kyle es preguntava per què el seu germà Ike i els seus amics preferien mirar altres comentar els esdeveniments que experimentar els esdeveniments ells mateixos.
El juliol del 2015, es va anunciar que PewDiePie participaria com a actor de veu a la sèrie fantàstica Oscar's Hotel for Fantastical Creatures, de Vimeo.
L'octubre del 2015, va aparèixer com a convidat a The Late Show with Stephen Colbert; el seu encant va rebre's bé als mitjans d'Internet.

## Altres projectes
El 24 de setembre del 2015, PewDiePie va publicar el seu propi videojoc, anomenat PewDiePie: Legend of the Brofist, per iOS i Android. El joc l'havia desenvolupat l'empresa canadenca Outerminds en col·laboració amb PewDiePie. El 29 de setembre del 2016, va publicar un altre joc desenvolupat per Outerminds, titulat PewDiePie's Tuber Simulator, com a app gratuïta per dispositius iOS i Android. L'objectiu del joc era aconseguir prou subscriptors per destronar PewDiePie com a rei de YouTube. Va arribar al número 1 de la App Store en pocs dies, i els servidors van caure per la seva gran popularitat.
Penguin Group va publicar el llibre de PewDiePie This Book Loves You, una paròdia dels llibres d'autoajuda, el 20 d'octubre del 2015. El llibre conté una col·lecció d'aforismes, bromes i consells, amb imatges.

## Vida personal
Kjellberg prové de Suècia, però va traslladar-se a Itàlia per viure amb la seva xicota, Marzia Bisognin (CutiePieMarzia), també una personalitat de YouTube. Un amic de Bisognin els va presentar el 2011, i, després d'establir una amistat en línia, Kjellberg va viatjar a Itàlia per conèixer-la en persona.
La parella va alternar entre Suècia i Itàlia fins que es va establir a Brighton (Sussex, Anglaterra). Kjellberg es va traslladar al Regne Unit el juliol del 2013 per tenir una connexió a Internet millor. Kjellberg ha admès que li agrada viure a Brighton, ja que hi pot viure en l'anonimat, mentre que un dels motius per no haver-se traslladat a Los Angeles és que «Cada cop que hi vaig, la gent està tota l'estona donant-me copets a l'esquena i dient-me com en sóc de genial. Això et fot el cervell. Vaig començar a YouTube perquè estava avorrit, no per fer-me famós». El juny del 2016, va anunciar que l'havien fet fora de l'estudi de gravació després que el propietari s'hi enfrontés perquè feia massa soroll. El 30 de desembre del 2016, va anunciar que l'havien tornat a fer fora, i que s'havia traslladat a l'antiga oficina de Club Penguin al Regne Unit.
Sobre les seves creences, Kjellberg ha afirmat en el seu canal de YouTube que és ateu agnòstic.

## Filmografia
| Any  | Títol                                           | Paper      | Nombre d'episodis | Refe- rències   |
| ---- | ----------------------------------------------- | ---------- | ----------------- | --------------- |
| 2012 | Sveriges Television (Entrevista)                | Ell mateix | 2                 | [ 224 ] [ 225 ] |
| 2013 | Epic Rap Battles of History                     | Misha      | 1                 | [ 199 ]         |
| 2013 | Internet Icon                                   | Ell mateix | 1                 | [ 200 ]         |
| 2014 | Skavlan (Entrevista)                            | Ell mateix | 1                 | [ 226 ]         |
| 2014 | South Park                                      | Ell mateix | 2                 | [ 210 ]         |
| 2015 | Oscar's Hotel for Fantastical Creatures         | Brock      | 6                 | [ 212 ]         |
| 2015 | The Late Show with Stephen Colbert (Entrevista) | Ell mateix | 1                 | [ 213 ]         |
| 2015 | Pugatory                                        | Edgar      | 6                 | [ 227 ]         |
| 2016 | Scare PewDiePie                                 | Ell mateix | Tots              | [ 228 ]         |
| 2016 | Conan (Entrevista)                              | Ell mateix | 1                 | [ 229 ]         |

## Premis
| Any  | Cerimònia                    | Categoria                                         | Resultat  | Refe- rències |
| ---- | ---------------------------- | ------------------------------------------------- | --------- | ------------- |
| 2013 | Starcount Social Star Awards | Programa social més popular                       | Guanyador | [ 47 ] [ 48 ] |
| 2013 | Starcount Social Star Awards | Estrella social sueca                             | Guanyador | [ 46 ]        |
| 2013 | 5th Shorty Awards            | Videojocs                                         | Guanyador | [ 230 ]       |
| 2014 | Teen Choice Awards           | Estrella web: videojocs                           | Guanyador | [ 231 ]       |
| 2014 | 4th Streamy Awards           | Millor canal, programa o sèrie sobre videojocs    | Nominat   | [ 232 ]       |
| 2015 | Teen Choice Awards           | Estrella web masculina                            | Nominat   | [ 233 ]       |
| 2015 | 5th Streamy Awards           | Millor canal, programa o sèrie en primera persona | Nominat   | [ 234 ]       |
| 2015 | 5th Streamy Awards           | Millor canal, programa o sèrie sobre videojocs    | Guanyador | [ 234 ]       |
| 2016 | 8th Shorty Awards            | Youtuber de l'any                                 | Nominat   | [ 235 ]       |
| 2017 | 43rd People's Choice Awards  | Estrella de YouTube favorita                      | Nominat   | [ 236 ]       |